# Lista de comunas da Polinésia Francesa
Este artigo apresenta uma lista das comunas da Polinésia Francesa.
A colectividade de ultramar da Polinésia Francesa compreende numerosas ilhas pertencentes a vários arquipélagos, mas é administrativamente dividido em 48 comunas, em cinco subdivisões adaptadas também à legislação local.
Nota :
- A ilha de Clipperton (ilha desabitada e situada a leste do oceano Pacífico Norte, ao largo da costa do México) não é administrada pelo governo da Polinésia Francesa e, consequentemente, não está integrada em nenhuma comuna. A sua gestão cabe ao Estado francês através do Alto-comissário da República na Polinésia Francesa.

## Por subdivisão
A divisão em comunas resulta da Lei francesa n º 71-1028, de 24 de Dezembro de 1971 (JO de 25 de Dezembro de 1971) e do Decreto nº 72-407 de 17 de Maio de 1972 (JO de 20 de Maio de 1972 e de 9 de Julho de 1972).
A divisão em 5 subdivisões, abaixo listadas, resulta do Decreto francês nº 72-408, de 17 de Maio de 1972 (JO de 20 de Maio de 1972):
- Arquipélago das Marquesas :
  - Comuna de Fatu Hiva
  - Comuna de Hiva Oa

Comunas e subdivisões administrativas da Polinésia Francesa.

  - Comuna de Nuku Hiva (Capital-Administrativa)
  - Comuna de Tahuata
  - Comuna de Ua Huka
  - Comuna de Ua Pou

- Ilhas de Barlavento (arquipélago da Sociedade):
  - Comuna de Arue
  - Comuna de Faa'a
  - Comuna de Hitiaa O Te Ra
  - Comuna de Mahina
  - Comuna de Moorea-Maiao
  - Comuna de Paea
  - Comuna de Papara
  - Comuna de Papeete (Capital-Administrativa)
  - Comuna de Pirae
  - Comuna de Punaauia
  - Comuna de Taiarapu-Est
  - Comuna de Taiarapu-Ouest
  - Comuna de Teva I Uta

- Arquipélagos de Tuamotu-Gambier (sendo Papeete a Capital-Administrativa provisória) :
  - Comuna de Anaa
  - Comuna de Arutua
  - Comuna de Fakarava
  - Comuna de Fangatau
  - Comuna de Gambier
  - Comuna de Hao
  - Comuna de Hikueru
  - Comuna de Makemo
  - Comuna de Manihi
  - Comuna de Napuka
  - Comuna de Nukutavake
  - Comuna de Puka Puka
  - Comuna de Rangiroa
  - Comuna de Reao
  - Comuna de Takaroa
  - Comuna de Tatakoto
  - Comuna de Tureia

- Arquipélago das Austrais :
  - Comuna de Raivavae
  - Comuna de Rapa
  - Comuna de Rimatara
  - Comuna de Rurutu
  - Comuna de Tubuai (Capital-Administrativa)

- Ilhas de Sotavento (arquipélago da Sociedade) :
  - Comuna de Bora-Bora
  - Comuna de Huahine
  - Comuna de Maupiti
  - Comuna de Tahaa
  - Comuna de Taputapuatea
  - Comuna de Tumaraa
  - Comuna de Uturoa (Capital-Administrativa)

Fonte : INSEE - Código geográfico oficial de 2005

## Pelo código INSEE
A lista abaixo atribui a cada uma das comunas o seu respectivo código INSEE.
| Nome            | Código INSEE |
| --------------- | ------------ |
| Anaa            | 98711        |
| Arue            | 98712        |
| Arutua          | 98713        |
| Bora-Bora       | 98714        |
| Faa'a           | 98715        |
| Fakarava        | 98716        |
| Fangatau        | 98717        |
| Fatu Hiva       | 98718        |
| Gambier         | 98719        |
| Hao             | 98720        |
| Hikueru         | 98721        |
| Hitia'a O Te Ra | 98722        |
| Hiva Oa         | 98723        |
| Huahine         | 98724        |
| Mahina          | 98725        |
| Makemo          | 98726        |
| Manihi          | 98727        |
| Maupiti         | 98728        |
| Moorea-Maiao    | 98729        |
| Napuka          | 98730        |
| Nuku Hiva       | 98731        |
| Nukutavake      | 98732        |
| Paea            | 98733        |
| Papara          | 98734        |
| Papeete         | 98735        |
| Pirae           | 98736        |
| Puka Puka       | 98737        |
| Punaauia        | 98738        |
| Raivavae        | 98739        |
| Rangiroa        | 98740        |
| Rapa            | 98741        |
| Reao            | 98742        |
| Rimatara        | 98743        |
| Rurutu          | 98744        |
| Tahaa           | 98745        |
| Tahuata         | 98746        |
| Taiarapu-Est    | 98747        |
| Taiarapu-Ouest  | 98748        |
| Takaroa         | 98749        |
| Tumaraa         | 98754        |
| Taputapuatea    | 98750        |
| Tatakoto        | 98751        |
| Teva I Uta      | 98752        |
| Tubuai          | 98753        |
| Tureia          | 98755        |
| Ua Huka         | 98756        |
| Ua Pou          | 98757        |
| Uturoa          | 98758        |

Fonte: INSEE - Código geográfico oficial de 2005

## Por área
As mesmas comunas, classificadas por área decrescente (a Polinésia Francesa tem 3 468 km² de área no total). O tamanho médio das comunas é de 72 km², enquanto que o tamanho mediano é de 49 km², ambos superiores ao tamanho médio e mediano das comunas francesas metropolitanas (14,88 e 10,73 km², respectivamente), contudo o tamanho das comunas é muitas vezes dependente do tamanho das próprias ilhas.
|    | Nome            | Área (km²) |
| -- | --------------- | ---------- |
| 1  | Nuku Hiva       | 387        |
| 2  | Hiva Oa         | 316        |
| 3  | Hitia'a O Te Ra | 218        |
| 4  | Taiarapu-Est    | 216        |
| 5  | Rangiroa        | 145        |
| 6  | Moorea-Maiao    | 134        |
| 7  | Teva I Uta      | 120        |
| 8  | Fakarava        | 110        |
| 9  | Ua Pou          | 105        |
| 10 | Taiarapu-Ouest  | 104        |
| 11 | Makemo          | 100        |
| 12 | Papara          | 93         |
| 13 | Tahaa           | 88         |
| 14 | Fatu Hiva       | 84         |
| 15 | Taputapuatea    | 83         |
| 16 | Ua Huka         | 83         |
| 17 | Punaauia        | 76         |
| 18 | Huahine         | 74         |
| 19 | Tumaraa         | 71         |
| 20 | Tahuata         | 69         |
| 21 | Hao             | 65         |
| 22 | Paea            | 65         |
| 23 | Anaa            | 56         |
| 24 | Mahina          | 52         |
| 25 | Arutua          | 46         |
| 26 | Gambier         | 46         |
| 27 | Tubuai          | 45         |
| 28 | Rapa            | 40         |
| 29 | Bora-Bora       | 38         |
| 30 | Pirae           | 35         |
| 31 | Takaroa         | 35         |
| 32 | Faa'a           | 34         |
| 33 | Rurutu          | 29         |
| 34 | Manihi          | 25         |
| 35 | Papeete         | 19         |
| 36 | Reao            | 18         |
| 37 | Uturoa          | 16         |
| 38 | Raivavae        | 16         |
| 39 | Arue            | 16         |
| 40 | Hikueru         | 15         |
| 41 | Fangatau        | 14         |
| 42 | Maupiti         | 14         |
| 43 | Nukutavake      | 12         |
| 44 | Napuka          | 12         |
| 45 | Rimatara        | 9          |
| 46 | Puka Puka       | 8          |
| 47 | Tureia          | 7          |
| 48 | Tatakoto        | 7          |

Fonte: 

## Por população
As mesmas comunas, classificadas por população decrescente (a Polinésia Francesa totalizava 246 566 habitantes em 2002, por uma densidade média de população de 71,1 hab./km²). A população média das comunas é de 5 137 habitantes, enquanto que a população mediana é de 2 093 habitantes, números muito acima da média e mediana de população das comunas francesas (1 542 e 380 habitantes, respectivamente).
|    | Nome            | População (2002) | Área (km²) | Densidade (hab./km²) |
| -- | --------------- | ---------------- | ---------- | -------------------- |
| 1  | Faa'a           | 28 339           | 34.2       | 831                  |
| 2  | Papeete         | 25 521           | 19         | 1 343                |
| 3  | Punaauia        | 23 762           | 76         | 313                  |
| 4  | Pirae           | 14 850           | 35         | 424                  |
| 5  | Moorea-Maiao    | 14 693           | 134        | 110                  |
| 6  | Mahina          | 13 609           | 52         | 264                  |
| 7  | Paea            | 12 327           | 65         | 190                  |
| 8  | Taiarapu-Est    | 10 596           | 216        | 49                   |
| 9  | Papara          | 9 659            | 93         | 104                  |
| 10 | Arue            | 9 319            | 16         | 582                  |
| 11 | Hitia'a O Te Ra | 8 319            | 218        | 38                   |
| 12 | Teva I Uta      | 7 861            | 120        | 66                   |
| 13 | Bora-Bora       | 7 295            | 38         | 192                  |
| 14 | Taiarapu-Ouest  | 6 181            | 104        | 59                   |
| 15 | Huahine         | 5 757            | 74         | 78                   |
| 16 | Tahaa           | 4 845            | 88         | 55                   |
| 17 | Taputapuatea    | 4 156            | 83         | 50                   |
| 18 | Uturoa          | 3 568            | 16         | 223                  |
| 19 | Tumaraa         | 3 409            | 71         | 48                   |
| 20 | Rangiroa        | 3 071            | 145        | 21                   |
| 21 | Nuku Hiva       | 2 652            | 387        | 7                    |
| 22 | Ua Pou          | 2 200            | 105        | 21                   |
| 23 | Rurutu          | 2 189            | 29         | 75                   |
| 24 | Tubuai          | 2 171            | 45         | 48                   |
| 25 | Hiva Oa         | 2 015            | 316        | 6                    |
| 26 | Takaroa         | 1 524            | 35         | 44                   |
| 27 | Fakarava        | 1 511            | 110        | 14                   |
| 28 | Hao             | 1 501            | 65         | 23                   |
| 29 | Makemo          | 1 454            | 100        | 15                   |
| 30 | Arutua          | 1 436            | 46         | 31                   |
| 31 | Manihi          | 1 230            | 25         | 49                   |
| 32 | Maupiti         | 1 191            | 14         | 88                   |
| 33 | Gambier         | 1 097            | 46         | 24                   |
| 34 | Raivavae        | 996              | 16         | 62                   |
| 35 | Rimatara        | 815              | 9          | 91                   |
| 36 | Tahuata         | 677              | 69         | 10                   |
| 37 | Anaa            | 639              | 56         | 11                   |
| 38 | Fatu Hiva       | 584              | 84         | 7                    |
| 39 | Ua Huka         | 584              | 83         | 7                    |
| 40 | Reao            | 553              | 18         | 31                   |
| 41 | Rapa            | 497              | 40         | 12                   |
| 42 | Tureia          | 314              | 7          | 43                   |
| 43 | Napuka          | 307              | 12         | 25                   |
| 44 | Nukutavake      | 278              | 12         | 23                   |
| 45 | Fangatau        | 275              | 14         | 19                   |
| 46 | Tatakoto        | 255              | 7          | 35                   |
| 47 | Hikueru         | 205              | 15         | 13                   |
| 48 | Puka Puka       | 197              | 8          | 25                   |

Fonte: 